# Xarxes europees de seguiment de danys als boscos
Les xarxes europees de seguiment de danys als boscos són, des del 1986, un sistema de monitoratge dels efectes de la pluja àcida sobre els boscos d'Europa, auspiciat per l'ONU.

## Història de la xarxa europea de seguiment de danys als boscos
Davant la preocupació als anys 80 pel deteriorament dels boscos a gran escala i per la possibilitat que fos causat per la contaminació atmosfèrica (pluja àcida). Es van aprovar diferents programes internacionals de cooperació sobre boscos i sobre el seguiment integrat d'ecosistemes (ICP Forests), sota el marc de l'ONU, amb l'objectiu d'implantar una xarxa sistemàtica de parcel·les sobre boscos per fer una avaluació anual de l'estat sanitari. Aquesta xarxa, anomenada xarxa de nivell I, està en funcionament des del 1986. Les anomalies climàtiques dels darrers decennis van fer que a la Conferència de Ministres del 1990 es decidís impulsar una nova xarxa de parcel·les complementària a l'anterior, anomenada sistema paneuropeu per al seguiment intensiu i continuat dels ecosistemes forestals (xarxa CE nivell II).
El seguiment de l'estat i l'evolució dels boscos a Europa a través de les xarxes es realitza sota dos programes:
- ICP - boscos de Nacions Unides, que va desenvolupar el treball de protocols diferents (manuals) per a cada una de les activitats, així com els esquemes de treball.
- La normativa de la comunitat diversos que la UE ha estat en desenvolupament per a formar la base legal i financer de treball

En un principi, els objectius eren tres:
- Conèixer la variació en l'estat de salut de boscos i la relació d'aquesta variació amb els factors d'estrès, incloent-hi la contaminació atmosfèrica, a escala nacional, regional i internacional. Aquest primer objectiu va donar lloc a la creació de la xarxa de nivell I.
- Contribuir a una millor comprensió de l'impacte de contaminants i altres agents d'ecosistemes forestals, així com les relacions de causa/efecte nociu.
- Proporcionar una perspectiva integrada de les interaccions entre components de l'ecosistema sotmesos a les condicions de la contaminació atmosfèrica i altres.

Per complir amb aquests dos últims objectius, va ser creada la xarxa de nivell II.
El 2003, s'amplien els objectius per incloure la conservació de la biodiversitat de bosc, l'aportació dels boscos com la mitigació dels efectes del canvi climàtic i el desenvolupament de les pràctiques de gestió sostenible per garantir el manteniment i millora de la situació de desguassos de carboni dels boscos europeus.
Actualment 39 països participen en treballs que es desenvolupen en el marc del programa ICP boscos i 24 d'ells (incloent-hi Espanya) participen també com a socis de beneficiaris en el projecte de la comunitat FutMon.

## Xarxa de nivell I
La Xarxa Europea de Seguiment de Danys en els Boscos Nivell I consisteix en un conjunt de parcel·les de mostreig distribuïdes arreu de la UE segons una malla 16 x 16 km (consta de més de 5.700 punts de seguiment, 620 dels quals estan a la xarxa espanyola).
Allà on un vèrtex d'aquesta xarxa coincideix amb una massa forestal arbrada s'hi estableix una parcel·la que permet cada any fer una revisió de l'estat sanitari de la copa de tots els arbres que hi ha en cadascun d'aquests punts, això permet fer un seguiment de l'evolució de l'estat dels boscos i dels principals factors que actuen negativament sobre aquests.

### Xarxa de nivell I a Catalunya
A Catalunya hi ha 76 punts de la xarxa de nivell I, en 47 dels quals l'espècie principal és una conífera (en 19, el pi blanc, en 12, el pi roig i en 8, la pinassa), en 29 és una planifòlia (en una d'aquests l'alzina) i una mixta.
El nombre total d'arbres als punts situats a Catalunya és de 1.824, de 32 espècies diferents. Els principals paràmetres que s'avaluen anualment (a l'estiu) a 24 arbres concrets de cadascuna de les 76 parcel·les són:
- el grau de defoliació
- el grau de decoloració

Aquesta estimació la duen a terme tècnics especialitzats i es fan intercalibratges periòdics per objectivitzar els resultats

## Xarxa de nivell II
Degut a les anomalies climàtiques observades, el 1990 a la Conferència de Ministres es va decidir impulsar una nova xarxa de parcel·les complamentària a la xarxa I, anomenada sistema paneuropeu per al seguiment intensiu i continuat dels ecosistemes forestals (xarxa CE nivell II).
Consisteix en una xarxa no sistemàtica de parcel·les permanents de vigilància intensiva que han de representar els principals sistemes forestals. En aquestes parcel·les es fan mesures més nombroses i precises per conèixer l'estat de salut i les seves variacions en el temps, i també per intentar entendre millor les causes que provoquen impactes sobre els ecosistemes forestals,els seus efectes i interaccions.
Anualment es fa el seguiment intensiu de 860 parcel·les a tot Europa i es publica un informe executiu sobre l'estat dels boscos.
A escala estatal, el Servei de Protecció contra Agents Nocius (SPCAN), del Ministeri de Medi Ambient, du a terme tots els treballs relacionats amb les xarxes europees d'avaluació de danys als boscos, en col·laboració amb les comunitats autònomes. Com a resultat d'aquesta feina, es publica anualment l'inventari de danys forestals a Espanya.

### Xarxa de nivell II a Catalunya
A Catalunya només hi ha cinc parcel·les de nivell II (amb un total de 439 arbres) i són bàsiques (no hi ha intensives). Però el nombre de paràmetres mesurats és molt més elevat que en el cas de la xarxa de nivell I, ja que es visiten un mínim de tres vegades l'any.
Cada parcel·la ocupa una superfície quadrada de 50 x 50 m i està envoltada per una zona tampó d'una amplada de 10 m on s'agafen les mostres de caràcter destructiu (escandalls, presa de branques, cores de fusta...).
Les feines que es fan i la seva freqüència són:
- Avaluació de l'estat sanitari de l'arbrat, inclosa l'estimació de les simptomatologies, dues vegades l'any (a l'estiu i a l'hivern).
- Presa de mostres per a l'anàlisi foliar, cada dos anys (anys senars).
- Presa de mostres per a l'anàlisi del sòl, cada deu anys.
- Inventari de líquens.
- Inventari botànic, cada cinc anys.
- Recollida de biomassa, tres vegades l'any (amb quatre recollidors de biomassa per parcel·la, situats a la zona tampó).[4]